# Arizona State Route 386
Die Arizona State Route 386 (kurz AZ 386) ist eine 1967 freigegebene State Route im US-Bundesstaat Arizona.
Die State Route beginnt nahe dem Kitt-Peak-Nationalobservatorium und endet an der Arizona State Route 86 wieder. Von 16 Uhr bis zum Sonnenaufgang am nächsten Morgen ist die Straße für den öffentlichen Verkehr gesperrt, um mögliche Lichtstörungen zu verhindern, die den Betrieb des Observatoriums behindern würden.